# Balthasar Boma
Balthasar of Balthazar Boma is een personage uit de Vlaamse televisiereeks F.C. De Kampioenen. Boma werd gespeeld door Marijn Devalck en was een van de oorspronkelijke personages.

## Jeugd
Balthasar Boma is geboren op 23 augustus 1947 (seizoen 7, aflevering de optimist). In de vierde film wordt echter 16 maart 1947 als geboortedatum vermeld op zijn rouwadvertentie. 
Naar eigen zeggen zou hij zijn jeugd in Congo hebben doorgebracht, dit verklaart zijn Frans accent. Hij heeft twee zussen, Barbara en Bertha. Zijn moeder noemt hij steevast Moema, zijn vader Poepa. Zijn familie zat in de diamanthandel. Zij hadden een huishoudster Amelie De Smeyter, die Balthasar steevast "Baboeleke" noemde. Hij speelde graag met elektrische treinen en had een knuffel die Zippie heette. Hij waterde in zijn bed tot hij 16 jaar was en kon pas heel laat fietsen zonder zijwieltjes. Hij kwam ook slecht overeen met zijn zussen. Volgens een therapiesessie die Boma ondergaat in de aflevering Psycho Boma (seizoen 12) zou zijn "marraine" (meter) Nana met haar weelderige boezem hebben bijgedragen tot zijn buitengewone seksuele appetijt.
Een andere versie (seizoen 19, de Balthasar Boma Boulevard) vertelt dan weer dat de vader van Boma zeer snel na zijn geboorte stierf en zijn moeder later samen met zijn zussen naar het buitenland vluchtte om er kangoeroes te gaan kweken in Australië. Boma wou de familietraditie - werken in de vleessector - voortzetten en richtte de Boma Vleesindustrie NV op. Zijn bedrijf blijft ondanks de onsmakelijke worst bestaan omdat zijn zussen voortdurend geld pompen in het bedrijf (seizoen 20, de Bomabio).

## Huidige situatie
Hij woonde in een kast van een villa in de Konijnenweg nummer 69.
Doortje Van Hoeck is bij hem in dienst als secretaresse. Carmen Waterslaeghers werkte tot seizoen 21 bij hem als poetsvrouw.
Vanaf de tweede film woont hij in een nieuwe villa met onbekend adres, ook weer met het huisnummer 69.
Hij is PDG (président-directeur général) van de Boma Vleesindustrie nv, een bedrijf waar worsten gemaakt worden. Er bestaan verschillende soorten worst: Boma Elite, Boma Gourmet, Boma Kingsize, Boma Light, Boma Royal, Boma Sport, Boma Special, Boma Sushi, Boma Kiddi, Boma Veggie en de Viva Boma. Naast worsten produceert het bedrijf ook Bomaburgers. Alhoewel niemand deze worsten lekker schijnt te vinden - hij leverde voornamelijk aan de plaatselijke kazerne - en de worsten soms zelfs giftig blijken te zijn, is de Boma Vleesindustrie toch een goed draaiend bedrijf. Nadat de kazerne een andere kolonel kreeg, mocht hij niet meer leveren. In seizoen 20 wordt er echter door Marcske bekendgemaakt dat zijn vleesbedrijf helemaal niet zo goed draait en dat het enkel blijft bestaan omdat zijn familie illegaal geld doorsluist van een diamantmijn in de Congolese stad Boma. Zonder dit geld zou Boma's vleesbedrijf al lang failliet zijn gegaan. Marc Vertongen slaagde er ooit in om een eetbare Bomaworst te maken. Deze worst kreeg dankzij Doortje de naam Bomarcske.
Naast de Boma Vleesindustrie en de voetbalploeg is Boma ook eigenaar van Radio Hallo, de lokale radio waar Marc Vertongen een van de presentatoren is. En van reeks 6 tot reeks 12 was hij ook de eigenaar van de krantenwinkel en het huis van Carmen en Xavier.
Boma valt op door zijn opvallende, kleurige pakken, die vaak het mikpunt van spot zijn, en hij is een mislukte casanova. Hij trekt geregeld naar nachtclub "De Pussycat" en gaat er veel om met Lolo, Lulu, Minou en Froe-Froe. In reeks 12 was hij even in behandeling in een kliniek voor seksverslaafden, maar de behandelingen hadden geen vat op hem.
Ondanks zijn hunkering naar vrouwelijk schoon had hij lang een hechte band met Pascale De Backer. Pascale liet hem echter staan omdat hij niet van andere vrouwen kon afblijven. Boma probeerde later nog vaak het hart van Pascale te veroveren, maar met wisselend succes. Ze woonden ook heel even samen. Boma zorgde er onrechtstreeks voor dat Pascale een nieuwe vriend kreeg: hij engageerde Maurice de Praetere om de woonkamer van Pascale te behangen. Later kreeg Maurice een relatie met Pascale. Boma heeft nog heel lang spijt gehad dat hij hen samenbracht. Hij probeerde later nog om Pascale jaloers te maken of om Pascale en Maurice uit elkaar te drijven, maar zonder resultaat.
Vroeger was Boma lid van een politieke partij in het dorp (Gemeentebelangen). Hij kwam geregeld in conflict met Pico Coppens omdat deze lid was van een andere partij (AVD).
Boma is een goede vriend van kolonel Vandesijpe, burgemeester Freddy Van Overloop en collega-vleesfabrikant Jean-Luc Grootjans.
Boma is een eerzuchtig persoon. Hij staat graag in de belangstelling en houdt van bekroningen. In reeks 13 werd hij verkozen als ereburger van het dorp. In reeks 16 werd hij regionaal manager van het jaar. In reeks 19 wilde hij absoluut dat er een straat naar hem genoemd zou worden: de Balthasar Boma Boulevard. Uiteindelijk werd het een kleine wegel tussen de velden.
In het café bestelt Boma steevast "zijn merk", waarmee hij een Sloeber bedoelt. Bij aanvang van seizoen 8 kwam er een deal met het toenmalige Interbrew. Naar verluidt betaalde het bierconcern daarvoor 370.000 euro. Boma schakelde over naar Hoegaarden Grand Cru. In seizoen 18, aflevering 3 (What's new Pussycat) is er duidelijk te zien dat Bieke hem een blonde Leffe inschenkt nadat Boma "zijn merk" bestelde. In de laatste twee seizoenen is "zijn merk" Jupiler Tauro.
Boma wordt ook gekenmerkt door zijn slechte talenkennis. Hij spreekt vooral Engelse termen verkeerd uit, zoals Franstaligen het zouden doen. Ook met moeilijke woorden uit het Nederlands heeft hij het lastig.
Zijn favoriete liedje is What's new pussycat van Tom Jones. Hij is ook een grote fan van Helmut Lotti.
In de eerste film besluit Boma om met zijn vrouw Goedele te verhuizen naar de Provence. Hij wil er zich settelen en wijnboer worden. Hij laat de Kampioenen overkomen naar daar om dit te vertellen. In de tweede film woont hij echter terug in België in een nieuwe villa.
In de kerstspecial die op 25 december 2020 is uitgezonden werd bekendgemaakt dat hij stiefopa gaat worden van Xavier Junior, de zoon van Ronald en Niki.

## Boma en Goedele Decocq
In reeks 19 is Boma toe aan een nieuwe uitdaging. Hij wil naar het buitenland vertrekken. De Kampioenen willen hem in België houden door een vaste vriendin voor hem te vinden. Hun plan - een wedstrijd op Radio Hallo voor de titel van "mevrouw Boma" - loopt verkeerd af. Wanneer Boma het veld aan Fernand wil verkopen om daarna voorgoed te vertrekken, ontmoet hij in Fernands brocantiek Goedele Decocq. Hij is op slag verliefd. Goedele moet aanvankelijk niets van hem weten. Boma blijft haar echter opzoeken en verklaart haar meerdere malen zijn liefde. Wanneer Fernand de gsm van Boma steelt en daarmee constant sms'jes onder Boma's naam stuurt, is voor Goedele de maat vol: ze laat Boma arresteren wegens stalking. Als blijkt dat Fernand verantwoordelijk was, wil Goedele het misverstand goedmaken. Ze brengt Boma een cadeautje om het goed te maken, maar ze maakt hem duidelijk dat ze geen gevoelens voor hem heeft. Boma daagt Goedele uit om hem één kus te geven. Goedele geeft toe en tijdens de kus slaat de vonk over.
In het begin van reeks 20 lijkt de relatie even op springen te staan als Goedele de andere Kampioenen leert kennen, maar de twee blijven toch samen.
In de slotaflevering van de serie trouwt Boma met Goedele Decocq.

## Uiterlijke kenmerken
- Zwart haar
- Zwarte krullende snor
- Donkere ogen
- Bril
- Gekleurde kostuums (in de latere seizoenen geregeld met een gordijnmotief)
- Zowel halsketting, ringen, horloge en armband uit goud of verguld

## Familie
- De moeder van Balthasar is "Moema". Zij was in één aflevering, (Psycho Boma), te zien en werd gespeeld door Denise De Weerdt.
- Boma's vader was nooit te zien in de serie. We weten wel dat Balthasar hem "Poepa" noemt en dat hij net als Balthasar ook een vleeshandelaar was. In aflevering 11 van reeks 19 wordt door Marc Vertongen gezegd dat de vader van Balthasar kort na de geboorte is overleden. Nochtans belt Boma in de aflevering De optimist met zijn moeder en zegt hij aan het einde van het gesprek: En nog een goedendag aan ons Poepa. Een beetje eerder in dezelfde aflevering zegt hij tegen Carmen: Ik ga nu niet meer bellen naar mijn ouders, want dan is mijn vader zijn kaartavond naar de knoppen. Hier zit dus een hiaat in het scenario. In de strip De lastige Kampioentjes wordt daarentegen vermeld dat Balthasar al een tiener was, toen zijn vader stierf.
- Balthasars grootvader en stichter van de Boma Vleesindustrie NV heette Melchior Boma (aflevering 10, seizoen 20).
- Balthasar Boma heeft twee zussen:
  - Barbara Ramsey Boma (Joanna Geldof): Zij heeft een kangoeroekwekerij in Australië. Zij is de echte eigenares van de bezittingen van Boma, inclusief zijn villa, het café, winkel van Carmen, kantine, veld en Radio Hallo. Ze was gehuwd met John Ramsey, maar hij is al overleden. Ramsey leek sprekend op Dimitri De Tremmerie. Zij noemt Balthasar steeds "Bulthasar" en vindt haar broer een onnozele rokkenjager. De twee hebben nooit echt overeengekomen. (Aflevering 13, reeks 6: Boma's sister.)
  - Bertha Boma (Camilia Blereau): Balthasars jongere zus. Zij is financieel manager van de Boma Kangoeroekwekerij Industries of Australia en woont net zoals Barbara in Australië. Ook zij noemt haar broer steeds "Bulthasar". Zij neemt tijdelijk de leiding van Boma's bezittingen over, maar verkoopt alles door aan kolonel Vandesijpe, die het dan weer doorverkoopt aan Balthasar Boma. Vanaf dan is Balthasar de echte eigenaar van Radio Hallo, het veld, de winkel en bijhorende woonst van Carmen en Xavier, de kantine en zijn villa (aflevering 4, reeks 9: Bertha Boma en aflevering 13, reeks 21: De mooiste dag).
- Balthasar had een suikertante in Canada. Zij overleed in reeks 7. Balthasar moest toen het testament regelen bij de notaris. (Aflevering 11, reeks 7: De optimist)
- In de slotaflevering van de reeks (aflevering 13, reeks 21: De mooiste dag), wanneer Bertha binnenkomt in de villa vanwege het huwelijk van Balthasar, stelt hij haar voor aan Goedele. Hierbij zegt hij dat Bertha "zijn nog in levende zuster" is. Hieruit zouden we kunnen afleiden dat Barbara ondertussen overleden is.

## Versprekingen en talenkennis
Balthasar Boma staat gekend om zijn talrijke versprekingen van woorden en spreekwoorden doorheen de serie. Veelal betreffen het contaminaties. Typische voorbeelden zijn:
- myxomatose i.p.v. metamorfose
- vestipulimentair i.p.v. vestimentair
- eventement i.p.v. evenement
- dierzaam i.p.v. dierbaar
- een donderslag bij donkere nacht i.p.v. een donderslag bij heldere hemel
- barbaarculturen i.p.v. cultuurbarbaren.
- debilereren i.p.v. delibereren

Balthasar is afkomstig uit een Brussels gezin en spreekt bijgevolg in de relatie met zijn moeder in het Brusselse dialect. Tegenover andere personen spreekt hij een meer beschaafd Nederlands, maar wel doorspekt met Franse woorden en de zopas aangehaalde versprekingen.
In de serie doet Boma zich graag voor als iemand die meerdere talen beheerst. Helaas is zijn talenkennis veelal ontoereikend voor het voeren van degelijke conversaties, wat tot komische toestanden kan leiden. Daarnaast gebruikt hij de Nederlandse uitspraak voor sommige buitenlandse woorden.

## Trivia
- Zoals bij veel personages ondergaat ook Balthasar Boma veranderingen naarmate de serie verder loopt. Zo was Boma in de eerste reeksen nog niet de macho die hij in de laatste seizoenen is. Zijn personage was dan vooral ingevuld als een verstrooide zakenman met een zwak voor vrouwen.
- Als Oscar over Boma spreekt dan noemt hij hem den Bal, in de eerste afleveringen zeggen de spelers ook Balthasar, later verandert dit in meneer Boma. Meestal wordt hij door hen gewoon voorzitter genoemd, ook in de eerste afleveringen.
- In de afleveringen Prijs (seizoen 6, afl. 8) en De horoscoop (seizoen 8, afl. 10) wordt aangegeven dat Boma geboren is op 23 augustus en dat zijn sterrenbeeld dan ook - weinig toepasselijk - Maagd is. In de F.C. De Kampioenen-stripreeks is hij echter geboren op 18 juni en is zijn sterrenbeeld Tweelingen. In de vierde speelfilm wordt als zijn geboortedatum dan weer 16 maart 1947 opgegeven en is zijn sterrenbeeld dus Vissen.
- Boma's geluksgetal en tevens zijn eerste huisnummer is 69, wat verwijst naar soixante-neuf. Ook de straat waarin hij woonde, de Konijnenweg, kan als een seksuele toespeling worden gezien.
- In de reeks heeft de wagen van Boma "BAL-300" als nummerplaat, een verwijzing naar zijn voornaam Balthasar.
- Boma's lievelingswijn is Châteauneuf-du-Pape, waarvan hij de naam uitspreekt als "Châteauneuf-du-Papé".
- Vanaf het achtste seizoen hangt er een grote foto van Pascale in het bureau van Boma. Ook nadat zijn knipperlichtrelatie met haar eindigt en Pascale en Maurice een koppel worden, blijft het portret aanwezig. Pas in het twintigste seizoen komt daar verandering in en is de foto vervangen door een van Boma's nieuwe liefde Goedele.
- Boma is, naast Pascale De Backer en Xavier Waterslaeghers, het enige personage dat in alle afleveringen van de serie te zien is.
- Oorspronkelijk zou Marc Peeters de rol van Balthasar Boma vertolken, maar hij haakte op het laatste moment af en werd dan vervangen door Marijn Devalck.
- De kleurrijke kostuums van Balthasar Boma zijn gemaakt van gordijnstof.[2]
- In het openingsfilmpje van het eerste tot vierde seizoen wordt zijn naam als 'Balthasar' geschreven. Vanaf het vijfde seizoen wordt zijn naam als 'Balthazar' geschreven terwijl de officiële website over 'Balthasar' spreekt. Ook het groene informatieblad op het prikbord in het café vermeldt 'Balthasar'. In seizoen 20 schrijft zijn vriendin Goedele ook een brief aan 'Balthasar'.
- Boma praat met een vreemd accent. Marijn Devalck baseerde zich hier oorspronkelijk voor op de spreekstijl van Carlo Gepts.
- Boma heeft enorm veel last van hoogtevrees.
- Toen Marijn Devalck gevraagd werd om een catchphrase te verzinnen voor Boma, besloot hij om zich te baseren op een postbode uit de gemeente Brakel die, vanwege een tic, zijn zinnen altijd afsloot met de woorden 'mijn gedacht'.[bron?]